# Cryptothylax greshoffii
Espèce
Synonymes
- Hylambates greshoffii Schilthuis, 1889

Statut de conservation UICN

 LC  : Préoccupation mineure
Cryptothylax greshoffii est une espèce d'amphibiens de la famille des Hyperoliidae.

## Répartition
Cette espèce est endémique du centre-Ouest de l'Afrique. Elle se rencontre :
- dans le sud-est du Cameroun ;
- au Gabon ;
- en Guinée équatoriale ;
- dans le sud-ouest de la République centrafricaine ;
- dans l'est de la République démocratique du Congo ;
- dans l'extrême Nord de l'Angola.

Sa présence est incertaine en République du Congo.

## Étymologie
Cette espèce est nommée en l'honneur d'Anton Greshoff (1856-1905).

## Publication originale
- Schilthuis, 1889 : On a Small Collection of Amphibia From the Congo with Description of a new Species. Tijdschrift der Nederlandsche Dierkundige Vereeniging, sér. 2, vol. 2, p. 285-286 (texte intégral).